# Villa Corona
För kommunen, se Villa Corona (kommun).
Villa Corona är en ort i Mexiko.   Den ligger i kommunen Villa Corona och delstaten Jalisco, i den centrala delen av landet, 500 km väster om huvudstaden Mexico City. Villa Corona ligger 1 359 meter över havet och antalet invånare är 6 803.
Terrängen runt Villa Corona är platt söderut, men norrut är den kuperad. Runt Villa Corona är det ganska tätbefolkat, med 134 invånare per kvadratkilometer. Närmaste större samhälle är Cocula, 17,4 km väster om Villa Corona. I omgivningarna runt Villa Corona växer huvudsakligen savannskog.